# Pharaoh's Army
Pharaoh's Army is een Amerikaanse western uit 1995 onder regie van Robby Henson, die ook het scenario schreef. De hoofdrollen worden vertolkt door Chris Cooper, Patricia Clarkson en Kris Kristofferson.

## Verhaal
Het verhaal wordt verteld door een naamloze jongen, inmiddels een oude man, "zo goed als hij zich kan herinneren". In het voorjaar van 1862, in de Cumberland Mountains vlakbij de grens met Tennessee, waren de sympathieën voor de oorlog sterk verdeeld, buren tegen buren.
Sarah Anders woont met haar 11-jarige zoon op een boerderij in Mershack Creek (Kentucky). Haar dochter is gedood door de Union Army en haar man is lid van het Confederate States Army en vocht in de slag bij Shiloh.
Kapitein John Hull Abston is een officier van de Union Army. Hij is weduwnaar en vóór de oorlog was hij boer, afkomstig uit Brown County (Ohio). Hij leidt een groep van vier soldaten die op zoek zijn naar voorraden: korporaal Neely, Rodie, een spilfiguur genaamd Chicago, en Newt, de jongste. Geen van hen heeft gevechtservaring. Ze arriveren bij Sarah's kleine hut en nemen mee wat ze kunnen vinden. Vlak voor hun vertrek raakt Newt ernstig gewond bij een val van een ladder en de groep moet ter plaatse blijven totdat hij voldoende hersteld is om te reizen.
Sarah en haar zoon moeten enkele dagen het gezelschap van de plunderaars verduren, maar worden niet echt lastiggevallen. Sterker nog, de kapitein heeft medelijden met Sarah en hij helpt haar met het ploegen van een klein stukje land om er maïs te planten.
Op een nacht sluipt de jongen weg om zijn buurman Preacher, een dominee en sympathisant van de Confederatie, op de hoogte te brengen van hun situatie. De dominee citeert uit het Oude Testament: "Farao stuurde zijn legers om Israël te verslaan, en ze verdronken in de Rode Zee."
De volgende dag deserteert Roadie, maar wanneer de kaptein hem wil neerschieten, wordt Roadie gedood door een sluipschutter. Iedereen zoekt beschutting in de hut en Sarah denkt dat haar man de sluipschutter is. De kapitein achtervolgt en doodt de sluipschutter in de kreek, het blijkt niet Sarahs echtgenoot te zijn. Later komt Preacher het lichaam van de sluipschutter ophalen, want het is zijn zwarte slaaf Israël.
De soldaten vertrekken en nemen Sarahs wagen, muilezel en koe mee, maar de kapitein laat Sarah een geweer achter. Ze probeert de kapitein neer te schieten terwijl hij wegrijdt, maar het geweer is leeg. Zodra ze uit het zicht zijn, graaft Sarah het lichaam van Roadie op, terwijl de jongen achter de soldaten aan rent met een revolver die hij eerder van de soldaten had gestolen. Hij haalt hen in en schiet Newt, die in de wagen ligt, dood. Daarna vlucht hij, achternagezeten door de kapitein.
Kapitein Abston keert terug naar de hut met Newts lichaam in de wagen en de muilezel, op zoek naar de jongen. De kapitein straft hem voor het doden van de jonge soldaat. Sarah en de kapitein krijgen ruzie en de kapitein dreigt hen te doden, maar schiet uiteindelijk twee keer in de lucht en eist dat Newt een fatsoenlijke christelijke begrafenis krijgt.
Omdat in de burgeroorlog het fatsoen ver te zoeken was, gooien Sarah en de jongen Rodie's lichaam in de kreek, zodat het stroomafwaarts kan drijven naar "waar hij vandaan kwam". Ze dumpen het lichaam van Newt in een put bij de wortels van een omgevallen plataan en gooien er wat aarde overheen. Sarah's man is nooit meer teruggekeerd.

## Rolverdeling
| Acteur                | Personage                         |
| --------------------- | --------------------------------- |
| Chris Cooper          | kapitein John Hull Abston         |
| Patricia Clarkson     | Sarah Anders                      |
| Kris Kristofferson    | Preacher                          |
| Robert Joy            | Chicago                           |
| Richard Tyson         | Rodie                             |
| Frank Clem            | Neely                             |
| Huckleberry Fox       | Newt                              |
| Will Lucas            | de jongen                         |
| Mac Miles             | Israël                            |
| Robert P. Sampson Jr. | verteller (als Robert E. Sampson) |
| Maude Mitchell        | vrouw van Preacher                |

## Trivia
- Volgens regisseur/producent/schrijver Robby Henson is Pharaoh's Army geïnspireerd door de boeken van Shelby Foote over de oorlog tussen het Noorden en het Zuiden, en "gebaseerd op een waargebeurd verhaal".[2]
- Kristofferson, die slechts een paar scènes heeft, was destijds de enige grote naam. Zijn dochter Tracy maakte deel uit van de productieploeg en betrok hem bij het project.[2]